# Shinee
SHINee (kor.: 샤이니; ausgesprochen wie das englische „shiny“) ist eine südkoreanische Boygroup der zweiten K-Pop-Generation, die 2008 von SM Entertainment gegründet wurde. Am 25. Mai 2008 debütierte SHINee mit „누난 너무 예뻐 (Replay)“ („Noonan Neomu Yeppeo (Noona you're so pretty)“).

## Bandgeschichte

### 2008: Debüt undThe Shinee World
Am 22. Mai 2008 wurde das erste Mini-Album, Replay, durch das Label SM Entertainment veröffentlicht. Das Mini-Album stieg als Platz 10 in den Korean Music Charts ein und erreichte zur besten Zeit den achten Platz, es wurden 17.957 Alben in der ersten Hälfte von 2008 verkauft.
Am 7. Juni 2008 nahm SHINee, zusammen mit anderen südkoreanischen Sängern und Gruppen, am Dream Concert im Olympiastadion Seoul teil. Die Gruppe gewann ihren ersten Award, „Rookie of the Month“, bei den Cyworld Digital Music Award am 22. Juni 2008. SHINee machte bei SM Town Live ’08 mit, was am 18. August 2008 im Olympiastadion Seoul stattfand. Am 23. August 2008 nahmen die Gruppe bei den MNet's 20's Choice Awards 2008 teil, wo sie den „Hot New Star“ Award erhielten.
SHINee veröffentlichte ihr erstes vollständiges langes Album, The SHINee World, 28. August 2008. Das Album debütierte in den Charts auf Platz 3, mit 30.000 verkauften Kopien. Die als erstes veröffentlichte Single aus diesem Album war „Sanso Gateun Neo“ (산소 같은 너, dt. Du bist wie Luft), eine Coverversion von dem Lied „Show the World“ von Martin Hoberg Hedegaard, ursprünglich geschrieben von der dänischen Liederkompositions- und Produktionsgruppe von Thomas Troelsen, Remee und Lucas Secon. Am 18. September 2008 wurde Shinees „Sanso Gateun Neo (Love Like Oxygen)“ das Nr.1 Lied bei M! Countdown.
Wenige Tage später erhielt Shinee den „Mutizen“ Award für dieselbe Single bei SBS's Popular Songs.
SHINee nahmen am 5. Asian Song Festival teil und gewannen dort zusammen mit der japanischen Girlgroup Berryz Kobo den „Best New Artist“ Award. Die Gruppe nahm am 30. Oktober 2008 an den 2008 Style Icon Awards teil und gewann dort den „Best Style Icon Award“. Am selben Tag wurde ein Repackage Album von „The SHINee World“ mit dem Titel „A.Mi.Go“ veröffentlicht. Das Repackage Album beinhaltete drei neue Lieder: „Forever or Never“, einen Remix von Sa. Gye. Han (Love Should Go On/Liebe sollte beständig sein) und das Titellied „A.Mi.Go“. „A.Mi.Go“ ist die Abkürzung für „Areumdaun Minyeorueljoahamyeon Gosaenghanda“ (아름다운 미녀를 좋아하면 고생한다, lit. Dein Herz tut weh, wenn du dich in eine Schönheit verliebst).
Am 15. November 2008 gewann SHINee den „Best Male Rookie“ Award auf dem 10. Annual MNet's KM Music Festival und schlugen somit die Newcomer 2PM, 2AM, U-KISS und Mighty Mouth. Bei den 23. Annual Golden Disk Awards sangen sie ein Medley aus ihren Liedern „Noona Neomu Yeppeo (Replay/Wiederholung)“, „Sanso Gateun Neo (Love Like Oxygen/Liebe wie Luft)“ und „A.Mi.Go (Amigo)“ und gewannen den Award „YEPP Newcomer Album“.

### 2009:Romeound2009, Year of Us

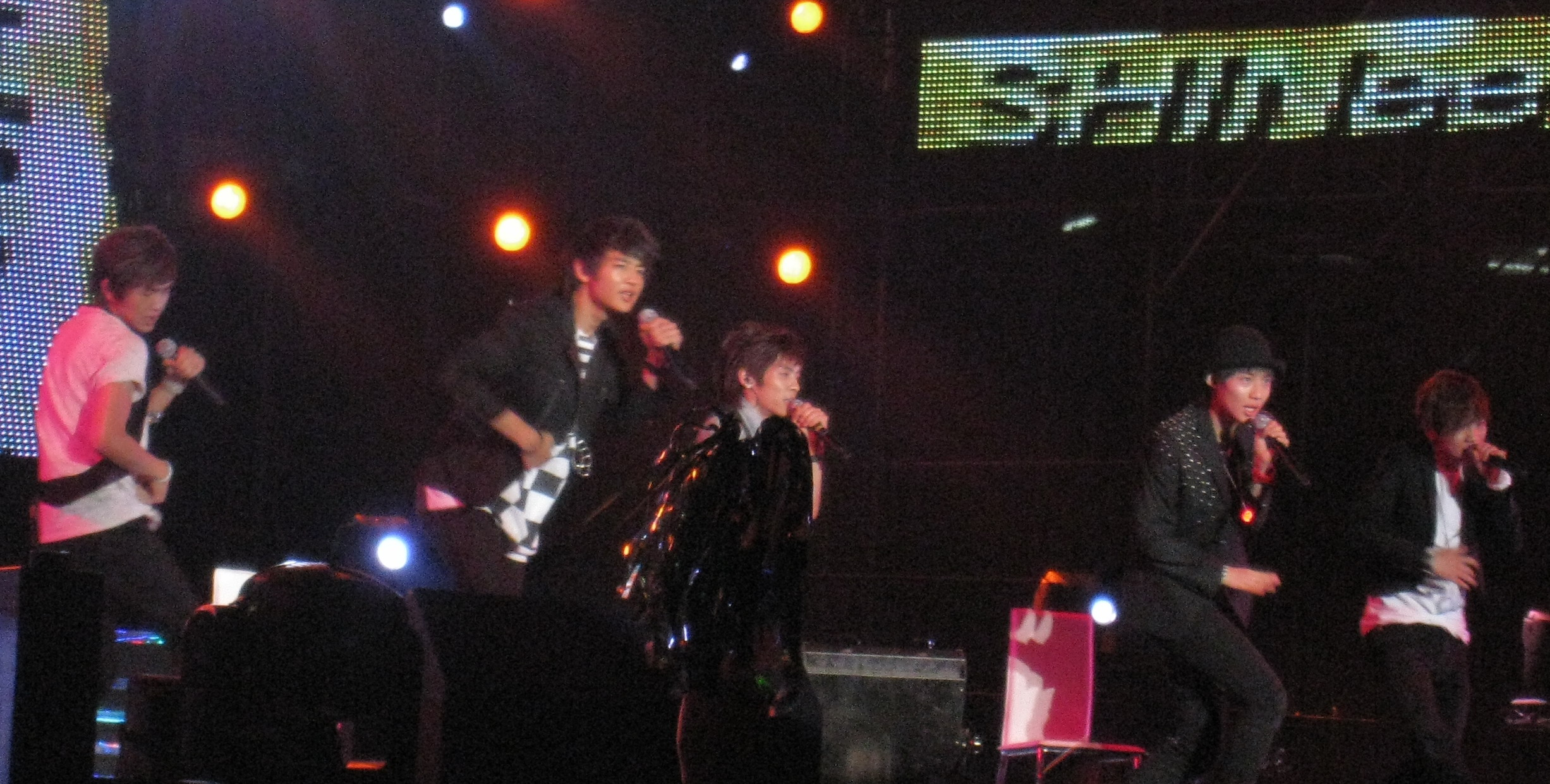
SHINee bei einem Auftritt im Rajamangala Stadium in Bangkok, Thailand (2009)

Anfang Februar gewann SHINee zusammen mit Davichi und Mighty Mouth den Best Newcomer Award bei den 18. Seoul Music Awards. Später verkündete SM Entertainment, dass SHINee am 21. Mai 2009 ein Comeback mit ihrem 2. Mini-Album Romeo machen würde. Am 18. Mai wurde die erste Single dieses Albums, Juliette, veröffentlicht, eine instrumentelle Neuauflage von Corbin Bleus Deal With It. Später wurde bekanntgegeben, dass das Comeback verschoben werden musst, da Onew sich seine Zähne beschädigt hatte und so wurde die Veröffentlichung des Mini-Albums auf den 25. Mai verschoben. Letztendlich hatte SHINee ihre Comeback Performance am 5. Juni 2009 bei KBS' Music Bank, wo sie den Preis für den ersten Platz gewannen.
Am 16. Juli 2009 veröffentlichte S.M. Entertainment den ersten Teil von SHINee´s erstem Photobook namens Day. Am 25. September wurde der zweite Teil Night veröffentlicht.
Am 19. Oktober 2009, fünf Monate nach der Veröffentlichung von Romeo, brachte die Gruppe ihr drittes Mini-Album, 2009, Year Of Us, auf den Markt. SM Entertainment sagte aus, dass dieses EP die Stimmen der Gruppe in den Vordergrund stellen und ihre einmaligen Qualitäten demonstrieren würde. Die Lead-Single, Ring Ding Dong, wurde am 14. Oktober als Download veröffentlicht und am 16. Oktober hatte die Gruppe ihr Comeback bei KBS' Musik Bank. Anfang Dezember 2009 gewann SHINee, zusammen mit Super Junior, einer Gruppe, welche auch unter Vertrag mit SM Entertainment steht, den Popularity Award bei den 24. Golden Disk Awards. Im Februar 2010 gewann die Gruppe den Haupt-BonSang Award bei den 19. Seoul Music Awards. Im Dezember startete SHINee dann die Promotions für ihr Lied Jo Jo mit einigen Liveauftritten bei lokalen Radiosendern.

### 2010:Luciferund die erste Asien-Tour
Vom 8. bis zum 12. Juli 2010 veröffentlichte SM Entertainment von jedem Mitglied individuelle Foto-Teaser für das neue Album und am 14. Juli den 1. Teaser für das Musikvideo der Leadsingle auf dem offiziellen YouTube-Kanal. Ursprünglich sollte die Gruppe ihren Comeback-Auftritt am 16. Juli bei KBS Music Bank haben und so mit den Promotions für das neue Album starten, jedoch verletzte sich Minho am 8. Juli bei dem Dreh von Let's Go Dream Team! Staffel 2 am Knöchel und das Comeback wurde auf den 23. Juli verschoben.
Das zweite lange Album, Lucifer, und das Musikvideo zu der Leadsingle, die ebenfalls Lucifer heißt, wurden in Südkorea am 19. Juli 2010 veröffentlicht. Innerhalb weniger Stunden nach der Veröffentlichung toppte das Album mehrere südkoreanische Verkaufscharts. Die Lieder dieses Albums „wurden sorgsamer ausgewählt als je zuvor“. Über das Album wurde gesagt, dass es „dem Zuhörer die Möglichkeit gibt, die Erfahrung mit unterschiedlichen Musik-Charakteren und den reiferen stimmlichen Fähigkeiten der Sänger zu machen“. Der Comeback-Auftritt fand am 23. Juli bei KBS Music Bank statt. Die Choreographie zu Lucifer wurde am 3. August auf dem gleichen YouTube-Kanal veröffentlicht. Die Neuauflage des Studioalbums erhielt den Titel Hello und wurde am 1. Oktober 2010 mit drei Bonustiteln veröffentlicht. Das Musikvideo der Promo-Single, welche auch Hello heißt, wurde am 4. Oktober herausgebracht.
Während ihrer PR-Aktivitäten für das zweite Studioalbum nahm SHINee zusammen mit anderen Künstlern derselben Entertainment-Firma an der SMTown Live ’10 World Tour teil. Am 21. August 2010 trat die Gruppe bei einem Konzert im Olympiastadion in Seoul auf. Am 4. September 2010 hatte sie einen Auftritt bei einem Konzert im Staples Center in Los Angeles, und am 11. nahmen sie an einem Konzert im Shanghai-Hongkou-Fußballstadion in Shanghai teil.
Am 26. Dezember 2010 startete SHINee die erste Konzerttournee, Shinee World, mit einem Konzert in der Kokuritsu Yoyogi Kyōgijō (Sporthalle) in Tokio. Das Konzert hatte ca. 24.000 Besucher.
Die Gruppe gab außerdem bekannt, dass sie 2011 ein japanischsprachiges Studioalbum veröffentlichen werde, und zwar unter EMI Music Japan, ein Musiklabel, das für den Erfolg des japanisch-amerikanischen Singer-Songwriters Hikaru Utada bekannt ist.

### 2011: japanisches Debüt und The First
Am 1. Januar 2011 trat SHINee in einem Konzert in der Olympic Gymnastics Arena in Seoul als Teil ihrer Tour, Shinee World, auf. Am 2. Januar, vor der Wiederholung des Konzertes in Seoul, hielt Shinee eine Pressekonferenz ab. Die Gruppe beantwortete viele Fragen über ihre Zukunftspläne und verkündete, dass sie im März 2011 in Japan debütieren werde. Die nächsten Konzerte der Tour fanden in Taipeh, Nanjing, Singapur, Nagoya und Osaka statt.
Am 25. und am 26. Januar 2011 nahm die Gruppe an dem japanischen Fuß der „SMTown Live '10 World Tour“ teil, die im Yoyogi National Gymnasium in Tokio stattfand, und später in zwei Konzerten in Paris im Zenith de Paris, drei Konzerten in Tokio im Tokyo Dome und im Madison Square Garden in New York fortgesetzt wurde.
Am 16. Mai 2011 veröffentlichte EMI Music Japan einen Teaser für die japanische Version von „Replay“ auf ihren offiziellen YouTube-Kanal. Das Musikvideo wurde auf demselben Kanal am 27. Mai 2011 veröffentlicht. Die Single wurde in Japan am 22. Juni veröffentlicht und wurde mehr als 91.000 Mal in der ersten Woche verkauft. Sie wurde von RIAJ mit Gold ausgezeichnet, nachdem über 100.000 Singles im Juni 2011 verkauft wurden.
Am 19. Juni 2011 machte SHINee Geschichte, indem sie als erste asiatische Künstler in den Abbey Road Studios in London auftraten, wo sie ihre „Japan Debut Premium Reception“ abgehalten haben. Am 22. Juli starteten SHINee ihre „Japan Debut Premium Reception“ Tour. Sie traten in vielen Konzerten in verschiedenen Städten in Japan, unter anderem Fukuoka am 22. Juli, Kōbe am 23. Juli, Tokio am 27. und 28. Juli, Sapporo am 8. August und Nagoya am 11. August, auf.
EMI Music Japan veröffentlichte das Musikvideo für die japanische Version von „Juliette“ über ihren offiziellen YouTube-Kanal am 8. August 2011. Die Single wurde in Japan am 28. August veröffentlicht. Am 12. Oktober 2011 veröffentlichte die Gruppe ihre dritte japanische Single „Lucifer“, nachdem das offizielle Musikvideo der Single auf EMI Music Japan's YouTube-Kanal am 15. September 2011 publiziert wurde.
Auf Oricons Webseite wurde verkündet, dass SHINee der erste ausländische Künstler in den 44 Jahren des Bestehens von Oricon ist, der drei verschiedene Singles in Japan veröffentlichte und es schaffte, alle drei Singles in den Top drei auf den wöchentlichen Oricon Singles Chart zu platzieren. Diese Singles sind SHINee´s erste drei japanische Singles: „Replay“, „Juliette“ und „Lucifer“.
Am 17. Oktober 2011 wurde von EMI Music Japan verkündet, dass SHINee ihr erstes japanisches Studioalbum, The First, am 23. November 2011 veröffentlichen werde. Jedoch wurde der Veröffentlichungstermin später auf den 7. Dezember 2011 geändert. Das Album beinhaltete fünf neue Lieder zusätzlich zu der japanischen Neuauflage von sieben zuvor veröffentlichten koreanischen Liedern. Die normale Version des Albums beinhaltete auch den Titelsong des Dramas „Strangers 6“, ein Lied namens „Stranger“.
Die Gruppe wurde eingeladen, der Opening Act des sechsten „London Korean Film Festivals“ zu sein, dass am 3. November 2011 im Odeon West End Theater stattfand. SHINee trat außerdem auch in ihrem einstündigen Gala-Konzert „SHINee in London“ auf, die Tickets hierfür waren schon innerhalb einer Minute nach Verkaufsstart, am 27. Oktober 2011, ausverkauft. Das war das erste Mal das ein koreanischer Künstler ein unabhängiges Konzert in London abgehalten hat.
Am 18. November 2011 wurde verkündet, dass Onew, Key, und Taemin ein Buch über ihre Reise nach Barcelona, in Spanien, veröffentlichen werden. Was sie zu den ersten koreanischen Idols machte, die einen Reiseführer veröffentlicht haben. Das Buch wurde am 8. Dezember 2011 herausgegeben und Children of the Sun betitelt. Shinee nahm an den „2011 Winter SMTown – The Warmest Gift“ Album mit einem Cover des Liedes Last Christmas teil. Das gemeinsame Album verschiedener Künstler unter SM Entertainment wurde am 13. Dezember 2011 veröffentlicht.
Shinee veranstaltete ein Live-Konzert zu Ehren der erfolgreichen Veröffentlichung ihres ersten japanischen Albums, The First, in der Tokyo International Forum Hall A, am 24. Dezember 2011. Das Konzert fand drei Mal statt, um allen 15.000 Fans, die ein Gewinnspiel gewonnen hatten, Platz zu bieten. SHINee spielte insgesamt sechs Lieder, unter anderem einen neuen Song aus ihrem Album namens To Your Heart. Die Gruppe gab ein neues Konzert-Fotobuch am 26. Dezember heraus, das Bilder ihres Asien-Tour-Konzertes, Shinee The 1st Concert: Shinee World, Behind-the-Scenes Fotos und Proben und Warteraum Fotos beinhaltete, und insgesamt 192 Seiten hatte. Am 28. Dezember 2011 verkündete Tower Records Japan, dass SHINee den 'Artist of the Year' Preis bei den „K-Pop Lovers! Awards“ 2011 gewonnen habe.

### 2012: Sherlock, erste Japan-Arena-Tour and zweite Asien-Tour
Ein Jahr und sechs Monate nach der Veröffentlichung von Hello verkündeten SHINee ihr lang erwartetes Comeback mit ihrem vierten Mini-Album namens Sherlock. Am 19. März 2012 wurde die Download-Version des Albums über verschiedene Musikseiten veröffentlicht. Das materielle Album war ab 21. März in Südkorea erhältlich und am 22. März wurde das Musikvideo des Titelliedes, Sherlock, auf SM Entertainments YouTube-Kanal veröffentlicht.
Am 26. März 2012 wurden SHINee gemeinsam mit ihren Label-Kollegen Anteilseigner an SM Entertainment. Jedes Mitglied der Gruppe bekam 340 Aktien, mit einem Wert von ungefähr € 10.010.
In Japan wurde die Single „Sherlock“ am 16. Mai 2012 veröffentlicht. Die Gruppe startete auch ihre erste japanische landesweite Konzert-Tour namens „SHINee World 2012“ am 25. April 2012. Die Tour beinhaltete insgesamt 20 Konzerte in Fukuoka, Sapporo, Nagoya, Osaka, Kōbe, Tokio und Hiroshima. Mit einer totalen Besucheranzahl von 200.000 Personen setzte die Gruppe außerdem einen Rekord für die meisten Personen, die die erste japanische Tour eines koreanischen Künstlers besuchten.
Am 20. Mai 2012 nahm SHINee an der „SMTown Live World Tour III“ in Anaheim, Kalifornien, an der Seite ihrer Label-Kollegen teil. SM Entertainment verkündete am 14. Juni, dass die Gruppe ihr zweites Solo-Konzert, „SHINee World II“, abhalten werde. Die Tour begann in Seoul in der Olympic Gymnastics Arena am 21. und 22. Juli.
Die japanische Single „Dazzling Girl“ wurde am 10. Oktober veröffentlicht. Die Single wurde in der ersten Woche 97.111 Mal verkauft und wurde ausgewählt, der Titelsong der japanischen TV-Serie „Sukkiri“ zu werden. Um ihre neue Single zu promoten, hielt SHINee eine „Dazzling Girl Special Showcase“ vom 1. bis 13. November in den Zepp-Hallen in Fukuoka, Osaka, Tokio, Nagoya, und Sapporo ab.
SHINees offizieller japanischer Fanclub, SHINee World J, wurde am 1. September 2012 eröffnet. Um die Gründung zu feiern hielt SHINee offizielle Fanclub-Events namens „Shinee World J Fanclub Event 2012“ am 20. Dezember 2012 in der Osaka-jō Halle und am 24. Dezember in der Makuhari Messe ab. Am 4. Oktober 2012 verkündete EMI die Veröffentlichung von SHINees ersten Smartphone-Spiel, das „SHINee My Love“ genannt wurde und am 10. Oktober publiziert wurde.
Die Gruppe veröffentlichte ihre erste japanische Balladen Single, 1000-nen, Zutto Soba ni Ite... (1000 Years Always By Your Side), als ihre sechste japanische Single, und die Live-DVD für ihre „SHINee World 2012“ Arena-Tour am 12. Dezember 2012.
Am 19. November 2012 gewann SHINee gemeinsam mit dem Schauspieler Kim Soo-hyun den „Ministry of Culture Award“ bei den jährlichen „Korean Popular Culture & Arts Awards“ von Südkoreas Ministerium der Kultur, Sport & Tourismus und Koreas Creative Content Agency (KOCCA), in der olympischen Halle in Seoul.
Am 30. November 2012 nahm SHINee an den „Mnet Asian Music Awards“, die in Hongkong abgehalten wurden, teil und gewann den Preis für die „Best Dance Performance - Male Group“ für ihre Single „Sherlock (Clue + Note)“.

### 2017
Am 18. Dezember 2017 starb Jonghyun an den Folgen einer in suizidaler Absicht herbeigeführten Kohlenstoffmonoxidvergiftung.

### 2018
2018 erreichten die Songs „Ring Ding Dong“ (27. August) und „Lucifer“ (23. Dezember) 100 Millionen Aufrufe. Diese waren die ersten Songs von ihnen, die diesen Meilenstein erreichten.
Onew wurde am 10. Dezember 2018 für den koreanischen Militärdienst eingezogen. Er war damit der erste der Gruppe, der seinen Militärdienst antrat.

### 2021: Comeback
Die vier verbliebenen Mitglieder kündigten am 31. Januar 2021 in der TV-Show The Ringtone: SHINee is Back ihr Comeback mit dem Lied „Marry You“ an.
Mit Don't Call Me veröffentlichten sie am 22. Februar 2021 ihr siebtes Studioalbum. Am 12. April 2021 wurde das Repackage Album Atlantis veröffentlicht, das drei neue Lieder beinhaltet, darunter den gleichnamigen Titelsong.

## Image und Kunst
SHINee ist unter anderem für ihren Modestil bekannt, welcher von Ha Sang-baek (하상백) entworfen wird. Hierzu gehören High-Top-Sneakers, enge Jeans und bunte Pullover. Der Stil dieser Band hat zu einem neuen Modetrend bei Schülern geführt, der von den Medien als „SHINee-Trend“ bezeichnet wurde. Dies hat dazu geführt, mehr Kleidung dieser Art zu produzieren. SHINee hat für diese Vermarktung für Smart, die koreanische Kosmetikfirma Nana's B, Reebok, Etude und Maypole Werbung gemacht.

## Mitglieder
| Name                 | Geburtsname          | Geburtstag (Alter)                     | Geburtsort  | Position                        |
| -------------------- | -------------------- | -------------------------------------- | ----------- | ------------------------------- |
| Onew 온유            | Lee Jin-ki 이진기    | 14. Dezember 1989 (35)                 | Gwangmyeong | Team leader Main Vocal          |
| Key 키               | Kim Ki-bum 김기범    | 23. September 1991 (33)                | Daegu       | Sub Vocal, Lead Dance, Lead Rap |
| Minho 민호           | Choi Min-ho 최민호   | 9. Dezember 1991 (33)                  | Incheon     | Sub Vocal, Main Rap             |
| Taemin 태민          | Lee Tae-min 이태민   | 18. Juli 1993 (31)                     | Seoul       | Sub Vocal, Main Dance           |
| Ehemalige Mitglieder |                      |                                        |             |                                 |
| Jonghyun 종현        | Kim Jong-hyun 김종현 | 8. April 1990 (27) † 18. Dezember 2017 | Seoul       | Main Vocal                      |

## Diskografie

### Alben
| Jahr                 | Titel                                      | Höchstplatzierung, Gesamtwochen, AuszeichnungChartplatzierungen (Jahr, Titel, Platzierungen, Wochen, Auszeichnungen, Anmerkungen) | Höchstplatzierung, Gesamtwochen, AuszeichnungChartplatzierungen (Jahr, Titel, Platzierungen, Wochen, Auszeichnungen, Anmerkungen) | Anmerkungen |
| Jahr                 | Titel                                      | KR | JP | Anmerkungen |
| -------------------- | ------------------------------------------ | --- | --- | --- |
| Südkoreanische Alben |                                            | | | |
|                      |                                            | | | |
| 2008                 | The Shinee World                           | KR7 (44 Wo.)KR | — | Erstveröffentlichung: 29. August 2008; Chartplatzierungen ab 2010 Verkäufe KR: + 69.246                         |
| 2010                 | Lucifer                                    | KR1 (78 Wo.)KR | JP14 (11 Wo.)JP | Erstveröffentlichung: 19. Juli 2010 Verkäufe KR: + 150.710                                                      |
| 2013                 | Dream Girl – The Misconceptions of You     | KR1 (22 Wo.)KR | — | Erstveröffentlichung: 19. Februar 2013 Verkäufe KR: + 185.357, JP: + 12.719                                     |
| 2013                 | Why So Serious? – The Misconceptions of Me | KR1 (4 Wo.)KR | — | Erstveröffentlichung: 26. April 2013 Verkäufe KR: + 135.019                                                     |
| 2013                 | The Misconceptions of Us                   | KR4 (53 Wo.)KR | — | Erstveröffentlichung: 8. August 2013 Kompilation                                                                |
| 2015                 | Odd                                        | KR1 (37 Wo.)KR | — | Erstveröffentlichung: 18. Mai 2015 Verkäufe KR: + 183.241, JP: + 41.070                                         |
| 2015                 | Married To The Music                       | KR1 (50 Wo.)KR | — | Erstveröffentlichung: 3. August 2015 Verkäufe KR: + 99.088 Wiederveröffentlichung                               |
| 2016                 | 1 of 1                                     | KR1 (13 Wo.)KR | — | Erstveröffentlichung: 5. Oktober 2016 Verkäufe KR: + 174.173, JP: + 30.502                                      |
| 2016                 | 1 and 1                                    | KR1 (25 Wo.)KR | — | Erstveröffentlichung: 15. November 2016 Verkäufe KR: + 77.585 Wiederveröffentlichung                            |
| 2018                 | The Story of Light EP.1                    | KR1 (9 Wo.)KR | — | Erstveröffentlichung: 28. Mai 2018 Verkäufe KR: + 115.234, JP: + 9.557                                          |
| 2018                 | The Story of Light EP.2                    | KR1 (7 Wo.)KR | — | Erstveröffentlichung: 11. Juni 2018 Verkäufe KR: + 97.220, JP: + 10.326                                         |
| 2018                 | The Story of Light EP.3                    | KR1 (6 Wo.)KR | — | Erstveröffentlichung: 25. Juni 2018 Verkäufe KR: + 98.757, JP: + 11.604                                         |
| 2018                 | The Story of Light Epilogue                | KR2 (13 Wo.)KR | — | Erstveröffentlichung: 10. September 2018 Verkäufe KR: + 59.297, JP: + 6.448 Kompilation                         |
| 2021                 | Don’t Call Me                              | KR1 Platin · (16 Wo.)KR | — | Erstveröffentlichung: 22. Februar 2021 Verkäufe KR: + 313.309, JP: + 44.711                                     |
| 2021                 | Atlantis                                   | KR2 (7 Wo.)KR | — | Erstveröffentlichung: 11. Juni 2018 Verkäufe KR: + 147.023 Wiederveröffentlichung                               |
| 2023                 | Hard                                       | KR2 Platin · (8 Wo.)KR | — | Erstveröffentlichung: 26. Juni 2023 Verkäufe KR: + 351.437, JP: + 5.322                                         |
| Japanische Alben     |                                            | | | |
|                      |                                            | | | |
| 2008                 | Amigo                                      | KR29 (67 Wo.)KR | JP47 (2 Wo.)JP | Erstveröffentlichung: 29. Oktober 2008; Chartplatzierungen ab 2010 Verkäufe KR: + 23.017 Wiederveröffentlichung |
| 2010                 | Hello                                      | KR1 (77 Wo.)KR | — | Erstveröffentlichung: 4. Oktober 2010 Verkäufe KR: + 104.627 Wiederveröffentlichung                             |
| 2011                 | The First                                  | KR3 (1 Wo.)KR | JP4 Gold · (28 Wo.)JP | Erstveröffentlichung: 7. Dezember 2011 Verkäufe JP: + 122.585, KR: + 8.254                                      |
| 2013                 | Boys Meet U                                | — | JP2 Gold · (12 Wo.)JP | Erstveröffentlichung: 26. Juni 2013 Verkäufe JP: + 69.010                                                       |
| 2014                 | I’m Your Boy                               | — | JP1 (14 Wo.)JP | Erstveröffentlichung: 24. September 2014 Verkäufe JP: + 56.342, KR: + 3.662                                     |
| 2016                 | D×D×D                                      | — | JP1 (16 Wo.)JP | Erstveröffentlichung: 1. Januar 2016 Verkäufe JP: + 61.263                                                      |
| 2017                 | Five                                       | — | JP3 (17 Wo.)JP | Erstveröffentlichung: 27. Januar 2017 Verkäufe JP: + 82.514                                                     |
| 2018                 | Shinee The Best From Now On                | — | JP1 Gold · (15 Wo.)JP | Erstveröffentlichung: 18. April 2018 Verkäufe JP: + 95.916 Kompilation                                          |

### Livealben
| Jahr                 | Titel                                    | Höchstplatzierung, Gesamtwochen, AuszeichnungChartplatzierungen (Jahr, Titel, Platzierungen, Wochen, Auszeichnungen, Anmerkungen) | Höchstplatzierung, Gesamtwochen, AuszeichnungChartplatzierungen (Jahr, Titel, Platzierungen, Wochen, Auszeichnungen, Anmerkungen) | Anmerkungen                                                           |
| Jahr                 | Titel                                    | KR | JP | Anmerkungen                                                           |
| -------------------- | ---------------------------------------- | --- | --- | --------------------------------------------------------------------- |
| Südkoreanische Alben |                                          | | |                                                                       |
|                      |                                          | | |                                                                       |
| 2012                 | The 1st Concert Album „SHINee World“     | KR2 (15 Wo.)KR | — | Erstveröffentlichung: 1. Februar 2012 Verkäufe KR: + 34.115           |
| 2014                 | The 2nd Concert Album „SHINee World II“  | KR5 (2 Wo.)KR | — | Erstveröffentlichung: 2. April 2014 Verkäufe KR: + 9.726              |
| 2014                 | The 3rd Concert Album „SHINee World III“ | KR3 (8 Wo.)KR | — | Erstveröffentlichung: 11. Dezember 2014 Verkäufe KR: + 15.635         |
| 2016                 | The 4th Concert Album „SHINee World IV“  | KR6 (2 Wo.)KR | — | Erstveröffentlichung: 22. April 2016 Verkäufe KR: + 12.000, JP: 2.844 |

### EPs
| Jahr                 | Titel            | Höchstplatzierung, Gesamtwochen, AuszeichnungChartplatzierungen (Jahr, Titel, Platzierungen, Wochen, Auszeichnungen, Anmerkungen) | Höchstplatzierung, Gesamtwochen, AuszeichnungChartplatzierungen (Jahr, Titel, Platzierungen, Wochen, Auszeichnungen, Anmerkungen) | Anmerkungen                                                                              |
| Jahr                 | Titel            | KR | JP | Anmerkungen                                                                              |
| -------------------- | ---------------- | --- | --- | ---------------------------------------------------------------------------------------- |
| Südkoreanische Alben |                  | | |                                                                                          |
|                      |                  | | |                                                                                          |
| 2008                 | Replay           | KR27 (39 Wo.)KR | — | Erstveröffentlichung: 22. Mai 2008; Chartplatzierungen ab 2010 Verkäufe KR: + 32.171     |
| 2009                 | Romeo            | KR21 (105 Wo.)KR | JP39 (1 Wo.)JP | Erstveröffentlichung: 25. Mai 2009; Chartplatzierungen ab 2010 Verkäufe KR: + 29.589     |
| 2009                 | 2009, Year of Us | KR6 (84 Wo.)KR | JP40 (3 Wo.)JP | Erstveröffentlichung: 22. Oktober 2009; Chartplatzierungen ab 2010 Verkäufe KR: + 40.865 |
| 2012                 | Sherlock         | KR1 (102 Wo.)KR | — | Erstveröffentlichung: 21. März 2012 Verkäufe KR: + 202.181                               |
| 2013                 | Everybody        | KR1 (79 Wo.)KR | — | Erstveröffentlichung: 14. Oktober 2013 Verkäufe KR: + 32.171                             |
| Japanische Alben     |                  | | |                                                                                          |
|                      |                  | | |                                                                                          |
| 2021                 | Superstar        | — | JP1 Gold · (7 Wo.)JP | Erstveröffentlichung: 28. Juli 2021 Verkäufe JP: + 76.233                                |

grau schraffiert: keine Chartdaten aus diesem Jahr verfügbar

### Singles
| Jahr                   | Titel Album                                                           | Höchstplatzierung, Gesamtwochen, AuszeichnungChartplatzierungen (Jahr, Titel, Album, Platzierungen, Wochen, Auszeichnungen, Anmerkungen) | Höchstplatzierung, Gesamtwochen, AuszeichnungChartplatzierungen (Jahr, Titel, Album, Platzierungen, Wochen, Auszeichnungen, Anmerkungen) | Anmerkungen                                                   |
| Jahr                   | Titel Album                                                           | KR | JP | Anmerkungen                                                   |
| ---------------------- | --------------------------------------------------------------------- | --- | --- | ------------------------------------------------------------- |
| Südkoreanische Singles |                                                                       | | |                                                               |
|                        |                                                                       | | |                                                               |
| 2008                   | Replay (누난 너무 예뻐) Replay                                        | — | — | Erstveröffentlichung: 2008                                    |
| 2008                   | Love Like Oxygen (산소 같은 너) The Shinee World                      | — | — | Erstveröffentlichung: 2008                                    |
| 2008                   | A.Mi.Go (아.미.고) Amigo                                              | — | — | Erstveröffentlichung: 2008                                    |
| 2009                   | Juliette (줄리엣) Romeo                                               | — | — | Erstveröffentlichung: 2009                                    |
| 2009                   | Ring Ding Dong 2009, Year of Us                                       | — | — | Erstveröffentlichung: 2009                                    |
| 2009                   | JoJo 2009, Year of Us                                                 | — | — | Erstveröffentlichung: 2009                                    |
| 2010                   | Lucifer                                                               | KR2 (12 Wo.)KR | — | Erstveröffentlichung: 19. Juli 2010 Verkäufe KR: + 1.431.431  |
| 2010                   | Hello                                                                 | KR7 (9 Wo.)KR | — | Erstveröffentlichung: 2010 Verkäufe KR: + 1.005.756           |
| 2012                   | Sherlock.(셜록) (Clue+Note) Sherlock                                  | KR1 (11 Wo.)KR | — | Erstveröffentlichung: 2012 Verkäufe KR: + 1.720.124           |
| 2013                   | Dream Girl Dream Girl – The Misconceptions of You                     | KR1 (10 Wo.)KR | — | Erstveröffentlichung: 2013 Verkäufe KR: + 942.747             |
| 2013                   | Why So Serious? Why So Serious? – The Misconceptions of Me            | KR15 (7 Wo.)KR | — | Erstveröffentlichung: 2013 Verkäufe KR: + 467.439             |
| 2013                   | Everybody                                                             | KR1 (6 Wo.)KR | — | Erstveröffentlichung: 2013 Verkäufe KR: + 452.465             |
| 2015                   | View Odd                                                              | KR1 (16 Wo.)KR | — | Erstveröffentlichung: 2015 Verkäufe KR: + 942.747             |
| 2015                   | Married to the Music                                                  | KR8 (3 Wo.)KR | — | Erstveröffentlichung: 2015 Verkäufe KR: + 193.583             |
| 2016                   | 1 of 1                                                                | KR4 (4 Wo.)KR | — | Erstveröffentlichung: 2016 Verkäufe KR: + 235.410             |
| 2016                   | Tell Me What To Do 1 and 1                                            | KR4 (2 Wo.)KR | — | Erstveröffentlichung: 2016 Verkäufe KR: + 130.428             |
| 2018                   | Good Evening (데리러가) The Story of Light EP.1                       | KR10 (7 Wo.)KR | — | Erstveröffentlichung: 2018                                    |
| 2018                   | I Want You The Story of Light EP.2                                    | KR20 (3 Wo.)KR | — | Erstveröffentlichung: 2018                                    |
| 2018                   | Our Page (네가 남겨둔 말) The Story of Light EP.3                     | KR37 (2 Wo.)KR | — | Erstveröffentlichung: 2018                                    |
| 2018                   | Countless (셀 수 없는) The Story of Light Epilogue                    | KR74 (1 Wo.)KR | — | Erstveröffentlichung: 2018                                    |
| 2021                   | Don’t Call Me                                                         | KR3 (11 Wo.)KR | — | Erstveröffentlichung: 22. Februar 2021                        |
| 2021                   | Atlantis                                                              | KR11 (2 Wo.)KR | — | Erstveröffentlichung: 2021                                    |
| 2023                   | Hard                                                                  | KR7 (3 Wo.)KR | — | Erstveröffentlichung: 2023                                    |
| Japanische Singles     |                                                                       | | |                                                               |
|                        |                                                                       | | |                                                               |
| 2011                   | Replay (君は僕の everything) The First                                | — | JP2 Gold · (20 Wo.)JP | Erstveröffentlichung: 22. Juni 2011 Verkäufe JP: + 91.000     |
| 2011                   | Juliette The First                                                    | — | JP3 (16 Wo.)JP | Erstveröffentlichung: 29. August 2011                         |
| 2011                   | Lucifer The First                                                     | — | JP2 (15 Wo.)JP | Erstveröffentlichung: 12. Oktober 2011                        |
| 2012                   | Sherlock Boys Meet U                                                  | — | JP2 (12 Wo.)JP | Erstveröffentlichung: 16. Mai 2012                            |
| 2012                   | Dazzling Girl Boys Meet U                                             | — | JP2 Gold · (8 Wo.)JP | Erstveröffentlichung: 10. Oktober 2012 Verkäufe JP: + 110.230 |
| 2012                   | 1000nen, Zutto Soba ni Ite... (1000年、ずっとそばにいて…) Boys Meet U | — | JP3 (8 Wo.)JP | Erstveröffentlichung: 12. Dezember 2012                       |
| 2013                   | Fire Boys Meet U                                                      | — | JP5 (6 Wo.)JP | Erstveröffentlichung: 13. März 2013                           |
| 2013                   | Boys Meet U I’m Your Boy                                              | — | JP2 Gold · (8 Wo.)JP | Erstveröffentlichung: 21. August 2013 Verkäufe JP: + 124.729  |
| 2013                   | 3 2 1 I’m Your Boy                                                    | KR161 (1 Wo.)KR | JP3 (8 Wo.)JP | Erstveröffentlichung: 4. Dezember 2013                        |
| 2014                   | Lucky Star I’m Your Boy                                               | — | JP3 (6 Wo.)JP | Erstveröffentlichung: 25. Juni 2014                           |
| 2015                   | Your Number D×D×D                                                     | — | JP2 Gold · (5 Wo.)JP | Erstveröffentlichung: 11. März 2015 Verkäufe JP: + 134.391    |
| 2015                   | Sing Your Song D×D×D                                                  | — | JP5 (6 Wo.)JP | Erstveröffentlichung: 27. Oktober 2015                        |
| 2016                   | Kimi no Seide (君のせいで) Five                                       | — | JP2 (4 Wo.)JP | Erstveröffentlichung: 18. Mai 2016                            |
| 2016                   | Winter Wonderland Five                                                | — | JP2 Gold · (4 Wo.)JP | Erstveröffentlichung: 21. Dezember 2016 Verkäufe JP: + 96.412 |
| 2018                   | From Now On Shinee The Best From Now On                               | — | JP2 (4 Wo.)JP | Erstveröffentlichung: 2018                                    |
| 2018                   | Sunny Side –                                                          | — | JP4 Gold · (6 Wo.)JP | Erstveröffentlichung: 1. August 2018 Verkäufe JP: + 79.923    |
| 2021                   | Superstar                                                             | — | — | Erstveröffentlichung: 2021                                    |

grau schraffiert: keine Chartdaten aus diesem Jahr verfügbar

### Videoalben
| Jahr                      | Titel                                                           | Höchstplatzierung, Gesamtwochen, AuszeichnungChartsChartplatzierungen (Jahr, Titel, Platzierungen, Wochen, Auszeichnungen, Anmerkungen) | Anmerkungen                                                    |
| Jahr                      | Titel                                                           | JP | Anmerkungen                                                    |
| ------------------------- | --------------------------------------------------------------- | --- | -------------------------------------------------------------- |
| Südkoreanische Videoalben |                                                                 | |                                                                |
|                           |                                                                 | |                                                                |
| 2012                      | Shinee – The 1st Concert „Shinee World“                         | — | Erstveröffentlichung: 8. August 2012                           |
| 2014                      | Shinee – The 2nd Concert „Shinee World II“ in Seoul             | — | Erstveröffentlichung: 20. Juni 2014                            |
| 2015                      | Shinee – The 3rd Concert „Shinee World III“ in Seoul            | — | Erstveröffentlichung: 24. April 2015                           |
| 2016                      | Shinee – The 4th Concert „Shinee World IV“                      | — | Erstveröffentlichung: 16. Juni 2016                            |
| 2017                      | Shinee – The 5th Concert „Shinee World V“ in Seoul              | — | Erstveröffentlichung: 14. März 2017                            |
| Japanische Videoalben     |                                                                 | |                                                                |
|                           |                                                                 | |                                                                |
| 2012                      | Shinee The 1st Concert in Japan „Shinee World“                  | JP2 (20 Wo.)JP | Erstveröffentlichung: 11. Januar 2012 Verkäufe JP: + 46.283    |
| 2012                      | Shinee The First Japan Arena Tour „Shinee World 2012“           | JP2 (14 Wo.)JP | Erstveröffentlichung: 12. Dezember 2012 Verkäufe JP: + 50.693  |
| 2014                      | Japan Arena Tour Shinee World 2013 „Boys Meet U“                | JP2 (20 Wo.)JP | Erstveröffentlichung: 2. April 2014 Verkäufe JP: + 35.025      |
| 2015                      | Shinee World 2014 „I’m Your Boy“ Special Edition in Tokyo Dome  | JP3 (33 Wo.)JP | Erstveröffentlichung: 1. Juli 2015 Verkäufe JP: + 64.872       |
| 2016                      | Visual Music by Shinee: Music Video Collection                  | JP4 (8 Wo.)JP | Erstveröffentlichung: 29. Juni 2016 Verkäufe JP: + 23.571      |
| 2016                      | Shinee World 2016 „DxDxD“ Special Edition in Tokyo Dome         | JP4 (25 Wo.)JP | Erstveröffentlichung: 28. September 2016 Verkäufe JP: + 68.699 |
| 2018                      | Shinee World The Best 2018 „From Now On“ in Tokyo Dome          | JP3 (9 Wo.)JP | Erstveröffentlichung: 27. Juni 2018 Verkäufe JP: + 71.577      |
| 2018                      | Shinee World J Presents: Shinee Special Fan Event in Tokyo Dome | JP4 (4 Wo.)JP | Erstveröffentlichung: 12. Dezember 2018                        |
| 2021                      | Shinee World J Presents: Bistro de Shinee                       | JP13 (2 Wo.)JP | Erstveröffentlichung: 24. November 2021                        |

## Tourneen

### Headliner
Asien-Tourneen
- Shinee World (2010–2011)
- Shinee World II (2012)
- Shinee World IV (2015)

Welt-Tourneen
- Shinee World III (2014)[58]
- Shinee World V (2016–2017)[59]

Japan-Tourneen
- Shinee World 2012 (2012)
- Shinee World 2013 (2013)
- Shinee World 2014 (2014)
- Shinee World 2016 (2016)
- Shinee World 2017 (2017)
- Shinee World The Best 2018 (2018)

Online-Konzerte
- Beyond Live – Shinee: Shinee World

### Konzertteilnahme
- SM Town Live ’08 (2008–2009)
- SM Town Live ’10 World Tour (2010–2011)
- SM Town Live World Tour III (2012–2013)
- SM Town Week – „The Wizard“ (2013)
- SM Town Live World Tour IV (2014–2015)
- KCON: Paris und Los Angeles (2016)
- SM Town Live World Tour V in Japan (2016)
- SM Town Live World Tour VI in Korea und Japan (2017)[60]

Showcases
- Japan Debut Premium Reception Tour (2011)
- Dazzling Girl Special Showcase (2012)
- Fire Special Showcase (2013)[61]

### Support-Act
- TVXQ! Asia Tour „Mirotic“ (2009)
- Girls’ Generation Asia Tour „Into the New World“ (2009–2010)

## Filmografie
Filme
- 2012: I AM
- 2012: SMTOWN Live in Tokyo Special Edition in 3D

Fernsehen
- 2008: My Precious Child (Cameo-Auftritte in Ep. 9 und 10)
- 2013: You're the Best, Lee Soon-shin (Cameo-Auftritt in Ep. 1)

Realityshows
- 2008: Mnet Shinee’s Yunhanam
- 2010: KBS Joy Shinee’s Hello Baby
- 2012: KBS World Date with Shinee
- 2013: MBC Shinee’s Wonderful Day

Musikvideo Gastauftritte
- 2011: Super Junior’s Santa U Are The On
- 2012: SM Town’s Dear My Family

## Werbeträger
- 2008: Sportliche Kleidung „Clride.n“ mit Min Hyo-rin[62]
- 2008: SK Networks „Smart School Uniform“ mit Victoria Song und Park Ji-yeon[63][64]
- 2008–2009: Kosmetik Marke „Nana's B“[65]
- 2009: Sport Marke „Reebok“[66]
- 2009: Sportliche Kleidung „Clride.n“ mit Kim So-eun[67]
- 2009: Snacks „Ottogi“[68]
- 2009: Hühnchen Marke „Mexicana Chicken“[69]
- 2010: Dosen Kaffee Marke „Santa Fe“[70]
- 2010–2012: sportliche Kleidung „Maypole“[71][72]
- 2011: Internet Kaufhaus „Auction“[73]
- 2011: Japanische Kleidungsmarke „Right-On“[74][75]
- 2011–2012: Kosmetik Marke „Etude House“ mit Sandara Park[76][77]
- 2012: Beliebter Comic, „The Blade of the Phantom Master“ für eine neue Webtoon-Serie namens „ENT“ mit SMTown[78]
- 2013: Zusammenarbeit mit Naver und Skechers: 'SHINee-designed' T-Shirts und Kappen[79][80]
- 2013: Garena Mstar[81]
- 2013–: Kosmetik Marke „Etude House“ mit Krystal und Sulli[82][83]
- 2013–: Sportmarke Skechers[84]

## Auszeichnungen
| Jahr | |
| ---- | --- |
| 2008 | - Asia Song Festival Best New Asian Artist - Cyworld Digital Music Awards: Rookie Of The Month (May) - Golden Disk Awards: Newcomer Album of the Year - Korea Entertainment Arts Awards: Best Newcomer - Mnet 20's Choice Awards: Hot New Star - Mnet Asian Music Awards: Best New Male Group - Style Icon Awards: New Icon Award                                             |
| 2009 | - Golden Disk Awards: Popularity Award - Seoul Music Awards: Best Newcomer - Ting Digital Music Awards: Ting's Choice Artist |
| 2010 | - Golden Disk Awards: Popularity Award, Disk Bonsang - Korea Best Dresser Awards: Best Dressed Singer - Korea Entertainment Arts Awards: Male Group Award - Melon Music Awards: Netizens Popularity Battle Awards - Mnet Asian Music Awards: Best Dance Performance - Male Group - Seoul Music Awards: Bonsang Award - Singapore Entertainment Awards: New Generation Artist  |
| 2011 | - Asia Model Festival Awards: Popular Singer Award - K-Pop Lovers! Awards: Artist of the Year, Single of the Year - MBC Entertainment Awards: Most Anticipated Group for 2012 - SBS MTV Best Of The Best: Global Star - Seoul Music Awards: Bonsang Award, Popularity Award - Tower Records Awards: Artist of the Year, Rookie of the Year                                    |
| 2012 | - Korea Culture Entertainment Awards: Best Male Vocalist - Korean Pop Culture and Arts Award: Minister of Culture - Mnet Asian Music Awards: Best Dance Performance - Male Group - SBS MTV Best Of The Best: Live Performance, Best Group Male |
| 2013 | - Golden Disk Awards: Popularity Award, Disk Bonsang - MBC Entertainment Awards: Popularity Award - Melon Music Awards: Bonsang, Artist of the Year (Daesang) - Mnet 20's Choice Awards: 20’s Performance - Mnet Asian Music Awards: Best Dance Performance - Male Group - SBS MTV Best Of The Best: Artist of the Year - Seoul Music Awards: Bonsang Award, Popularity Award |
| 2014 | - Golden Disk Awards: Ceci Asia Icon Award, Popularity Award, Disk Bonsang - Seoul Music Awards: Bonsang Award, Popularity Award, Special Hallyu Award - Red Dot Design Award: Communication Design Award Package with Dream Girl – The Misconceptions of You, Why So Serious? – The Misconceptions of Me, The Misconceptions of Us and Sherlock                              |

## Belege
1. ↑  SM, 10대 밴드 '샤이니' 공개. Archiviert vom Original am 4. Juli 2015; abgerufen am 26. Dezember 2018 (englisch).  Info: Der Archivlink wurde automatisch eingesetzt und noch nicht geprüft. Bitte prüfe Original- und Archivlink gemäß Anleitung und entferne dann diesen Hinweis.
2. ↑  The Korea Times am 10.11.2008. 22. Dezember 2008, archiviert vom Original am 22. Dezember 2008; abgerufen am 26. Dezember 2018.  Info: Der Archivlink wurde automatisch eingesetzt und noch nicht geprüft. Bitte prüfe Original- und Archivlink gemäß Anleitung und entferne dann diesen Hinweis.
3. ↑  쥬얼리, ET춤 이어 무술 가미한 이색댄스 공개 auf star.mt.co.kr vom 7. Juni 2008 (koreanisch).
4. ↑  샤이니 '포즈도 제각각' auf star.mt.co.kr vom 7. Juni 2008 (koreanisch).
5. ↑  Concerts to Rock Independence Day . The Korea Times vom 10. August 2008 (englisch).
6. ↑  이효리 2관왕, 분야망라한 ★들의 하모니(엠넷 20's 초이스 종합) auf star.mt.co.kr vom 23. August 2008 (koreanisch).
7. ↑  https://www.newsen.com/news_view.php?news_uid=326207.
8. ↑  https://kpopmart.com/product.php?id_product=1194.
9. ↑  SMTOWN: SHINee 샤이니 'Lucifer' Teaser auf YouTube, 15. Juli 2010, abgerufen am 25. Februar 2024 (Laufzeit: 0:38 min).
10. ↑  https://news.nate.com/view/20100708n04225.
11. 1 2  http://newsen.com/news_view.php?uid=201007150844351001&search=title&searchstring=%BB%FE%C0%CC%B4%CF.
12. ↑  SMTOWN: SHINee 샤이니 'Lucifer' MV auf YouTube, 19. Juli 2010, abgerufen am 25. Februar 2024 (Laufzeit: 3:58 min).
13. ↑  SMTOWN: SHINee 샤이니 'Lucifer' Dance Practice auf YouTube, 3. August 2010, abgerufen am 25. Februar 2024 (Laufzeit: 3:38 min).
14. ↑  SMTOWN: SHINee 샤이니 'Hello' MV auf YouTube, 4. Oktober 2010, abgerufen am 25. Februar 2024 (Laufzeit: 3:59 min).
15. ↑  SM Town wraps up world tour in N.Y. In: Korea Herald. 24. Oktober 2011, abgerufen am 22. Februar 2021 (englisch).
16. ↑  EMI Records Japan: SHINee - JAPAN DEBUT SINGLE 「Replay -君は僕のeverything-」Music Video auf YouTube, 26. Mai 2011, abgerufen am 25. Februar 2024 (Laufzeit: 3:43 min).
17. ↑  https://www.riaj.or.jp/data/others/gold/201106.html.
18. ↑  http://www.soompi.com/2011/04/27/shinee-to-become-first-asian-artist-to-perform-live-at-londons-abbey-road-studios/
19. ↑  EMI Records Japan: SHINee - JULIETTE[Japanese ver.] Music Video Full auf YouTube, 7. August 2011, abgerufen am 25. Februar 2024 (Laufzeit: 3:38 min).
20. ↑  EMI Records Japan: SHINee - 「LUCIFER」Music Video auf YouTube, 15. September 2011, abgerufen am 25. Februar 2024 (Laufzeit: 4:22 min).
21. ↑  https://www.allkpop.com/article/2011/10/shinee-sets-a-new-record-in-the-44-year-history-of-the-oricon
22. ↑  https://www.allkpop.com/article/2011/10/shinee-to-release-first-japanese-album-in-november
23. ↑  https://www.soompi.com/2011/11/07/shinees-the-first-tracklist-is-made-public/
24. ↑  http://www.theeast.org/?p=208427
25. ↑  https://www.allkpop.com/article/2011/10/shinees-london-concert-tickets-sell-out-in-a-minute
26. ↑  https://www.allkpop.com/article/2011/11/shinees-onew-key-and-taemin-to-release-book-about-their-travels-in-barcelona
27. ↑  http://www.wonderfulgeneration.net/2011/12/smtowns-2011-winter-album-cover.html
28. ↑  https://www.allkpop.com/article/2011/12/shinee-announces-their-first-japanese-tour-at-christmas-eve-event
29. ↑  https://www.allkpop.com/article/2011/12/shinee-to-release-a-photobook-of-their-shinee-world-asia-tour
30. 1 2  https://www.allkpop.com/article/2011/12/shinee-and-b1a4-win-artist-and-rookie-of-the-year-on-japans-tower-records
31. ↑  https://www.allkpop.com/article/2012/03/shinee-releases-new-mini-album-sherlock
32. ↑  https://www.allkpop.com/article/2012/03/shinee-releases-mv-for-sherlock
33. ↑  http://mwave.interest.me/enewsworld/en/article/4801/sm-artists-take-on-sm-stock
34. ↑  https://www.allkpop.com/article/2012/04/shinee-to-release-japanese-version-of-sherlock
35. ↑  https://www.kpopstarz.com/articles/5601/20120227/shinee-first-japan-arena-tour-april-25.htm
36. ↑  https://www.soompi.com/2012/07/02/shinee-successfully-completes-their-first-japanese-arena-tour/
37. ↑  https://www.allkpop.com/article/2012/05/official-photos-from-smtown-live-world-tour-lll-concert-in-california-unveiled
38. ↑  https://www.allkpop.com/article/2012/06/shinee-to-hold-second-solo-concert-shinee-world-ii-in-july
39. ↑  https://www.allkpop.com/article/2012/08/shinee-to-release-new-japanese-single-dazzling-girl
40. ↑  Archivierte Kopie (Memento des Originals vom 1. Juli 2017 im Internet Archive)  Info: Der Archivlink wurde automatisch eingesetzt und noch nicht geprüft. Bitte prüfe Original- und Archivlink gemäß Anleitung und entferne dann diesen Hinweis.
41. ↑  https://officialshineeworldindonesia.wordpress.com/2012/09/08/news-shinee-dazzling-girl-special-showcase-english-detail/
42. ↑  Archivierte Kopie (Memento vom 14. Juli 2014 im Internet Archive)
43. ↑  Archivierte Kopie (Memento des Originals vom 19. Dezember 2013 im Internet Archive)  Info: Der Archivlink wurde automatisch eingesetzt und noch nicht geprüft. Bitte prüfe Original- und Archivlink gemäß Anleitung und entferne dann diesen Hinweis.
44. ↑  Archivierte Kopie (Memento des Originals vom 9. November 2013 im Internet Archive)  Info: Der Archivlink wurde automatisch eingesetzt und noch nicht geprüft. Bitte prüfe Original- und Archivlink gemäß Anleitung und entferne dann diesen Hinweis.
45. ↑  https://www.allkpop.com/article/2012/11/psy-2ne1-shinee-and-kim-soo-hyun-awarded-at-2012-korean-popular-culture-arts-award
46. ↑  http://www.soompi.com/2012/11/30/2012-mama-winners-and-performances/
47. ↑  S. Oh: Breaking: SHINee’s Jonghyun Has Passed Away; Police Confirm. In: Soompi. Viki Inc., 18. Dezember 2017, abgerufen am 18. Dezember 2017 (englisch).
48. ↑  송고 (?): 샤이니 종현, 쓰러진 채 발견…병원이송 후 사망 확인(2보). In: Yonhap News. Yonhapnews, 18. Dezember 2017, abgerufen am 18. Dezember 2017 (koreanisch).
49. ↑  SHINee’s “Ring Ding Dong” MV Becomes Their 1st To Surpass 100 Million Views. Abgerufen am 26. Dezember 2018 (englisch).
50. ↑  SHINee celebrates 'Lucifer' music video surpassing 100 million YouTube views. Abgerufen am 26. Dezember 2018.
51. ↑  SHINee's Onew to begin military service in December! Abgerufen am 25. Dezember 2018.
52. ↑  Sarah Deen: SHINee announce new album release date and unveil romantic B-side Marry You. In: Metro. 31. Januar 2021, abgerufen am 2. Februar 2021 (englisch).
53. ↑  The Korea Herald: [Today’s K-pop] Shinee returns stronger than ever. 22. Februar 2021, abgerufen am 23. Februar 2021 (englisch).
54. ↑  샤이니 정규 7집 리패키지 예판 시작. Abgerufen am 14. April 2021 (koreanisch).
55. 1 2 3 4  SHINee Members Profile (Updated!). In: kprofiles.com. 30. April 2016, abgerufen am 9. Juli 2024 (amerikanisches Englisch).
56. 1 2 3 4 5  Chartquellen: KR JP
57. 1 2 3 4 5  Auszeichnungen für Musikverkäufe: JP KR
58. ↑  Archivierte Kopie (Memento des Originals vom 3. Februar 2014 im Internet Archive)  Info: Der Archivlink wurde automatisch eingesetzt und noch nicht geprüft. Bitte prüfe Original- und Archivlink gemäß Anleitung und entferne dann diesen Hinweis.
59. ↑  SHINee to hold concert in Seoul in September. In: KPOP Herald. 22. Juni 2016, abgerufen am 22. Februar 2021 (englisch).
60. ↑  SM Town Live tour kicks off in Seoul. In: KPOP Herald. 9. Juli 2017, abgerufen am 22. Februar 2021 (englisch).
61. ↑  「Fire」SPECIAL SHOWCASE. In: SHINee Official Website. Abgerufen am 22. Februar 2021 (englisch).
62. ↑  http://www.okfashion.co.kr/detail.php?number=4816&thread=81r11
63. ↑  샤이니, 인기 아이들그룹 ‘교복 모델’ 계보 잇는다. In: Dong-a Ilbo. 28. Juli 2008, abgerufen am 22. Februar 2021 (koreanisch).
64. ↑  Byulbaragi: [CF] SHINee - SMART Uniform auf YouTube, 20. Januar 2009, abgerufen am 25. Februar 2024 (Laufzeit: 0:31 min).
65. ↑  https://www.asiatoday.co.kr/view.php?key=183791
66. ↑  http://newsen.com/news_view.php?uid=200901050929071010&search=title&searchstring=%BB%FE%C0%CC%B4%CF%20%B8%AE%BA%B9
67. ↑  http://okfashion.co.kr/detail.php?number=7648&thread=81r11
68. ↑  casshine: 091013 SHINee - Ottogi Noodle Snack CF 30s auf YouTube, 13. Oktober 2009, abgerufen am 25. Februar 2024 (Laufzeit: 0:30 min).
69. ↑  vivinjolian1: [30s] SHINee- Mexicana Chicken CF (Version A) auf YouTube, 12. März 2010, abgerufen am 25. Februar 2024 (Laufzeit: 0:37 min).
70. ↑  http://article.joins.com/news/article/article.asp?Total_ID=5084714
71. ↑  http://www.okfashion.co.kr/detail.php?number=24076&thread=81r18
72. ↑  http://article.joins.com/news/article/article.asp?total_id=6025472&ctg=1502
73. ↑  https://www.allkpop.com/article/2011/02/shinee-and-fx-are-now-the-main-models-for-auction
74. ↑  https://www.oricon.co.jp/news/2001294/full/
75. ↑  https://www.fashionsnap.com/news/2011-09-01/new-shiny-denim-shinee/
76. ↑  http://www.newsen.com/news_view.php?uid=201110251007511002&search=title&searchstring=%BB%FE%C0%CC%B4%CF
77. ↑  patatakim: [ENG] Etude - SHINee & Sandara's Puppet Show ,"Don't trust her with eyelash" auf YouTube, 19. November 2012, abgerufen am 25. Februar 2024 (Laufzeit: 2:41 min).
78. ↑  https://www.allkpop.com/article/2012/05/webtoon-series-ent-releases-illustrations-of-shinee
79. ↑  https://news.nate.com/view/20130626n34257
80. ↑  https://news.nate.com/view/20130627n32890
81. ↑  http://mstar.garena.tw/event/20130710_shinee/index.php
82. ↑  http://mwave.interest.me/enewsworld/en/article/25904/etude-house-selects-krystal-and-sulli-as-new-models
83. ↑  taoweichu: [中字] Krystal+Sulli & SHINee - Etude House CF 預告 auf YouTube, 20. Januar 2013, abgerufen am 25. Februar 2024 (Laufzeit: 0:30 min).
84. ↑  https://www.allkpop.com/article/2013/02/shinee-officially-announced-as-skechers-new-endorsement-models
85. ↑  https://www.koreatimes.co.kr/www/news/art/2008/10/135_32160.html
86. 1 2  https://newsen.co.kr/news_view.php?uid=200806222213151002
87. ↑  https://www.newsen.co.kr/news_view.php?uid=200808240048221001
88. ↑  https://www.newsen.com/news_view.php?uid=200912102116071002
89. ↑  https://www.newsen.com/news_view.php?uid=200902121731041002
90. ↑  http://artsnews.mk.co.kr/news/52641
91. ↑  shineefillet03: [ENG SUB] 101209 SHINee Win Ceci Popularity @ 25th Golden Disk Award auf YouTube, 12. Dezember 2010, abgerufen am 25. Februar 2024 (Laufzeit: 1:54 min).
92. ↑  lovesxz: [GDA'10] SHINee winning 2nd Disk Bonsang Award auf YouTube, 9. Dezember 2010, abgerufen am 25. Februar 2024 (Laufzeit: 1:23 min).
93. ↑  gyapower07: [fancam] 101214 SHINee onew recieves award @ 2010 Korea Best Dresser Awards auf YouTube, 14. Dezember 2010, abgerufen am 25. Februar 2024 (Laufzeit: 0:38 min).
94. ↑  https://www.newsen.com/news_view.php?uid=201003100823191001
95. ↑  anjutenshi: 110121 SHINee (Taemin focus) receiving award+ perf fancam @ The 6th Asia Model Festival Awards auf YouTube, 28. Januar 2011, abgerufen am 25. Februar 2024 (Laufzeit: 1:22 min).
96. ↑  https://www.facebook.com/permalink.php?story_fbid=336623199698501&id=220162138011275
97. ↑  Archivierte Kopie (Memento vom 9. November 2013 im Internet Archive)
98. ↑   (Seite nicht mehr abrufbar, festgestellt im Februar 2024. Suche in Webarchiven)  Info: Der Link wurde automatisch als defekt markiert. Bitte prüfe den Link gemäß Anleitung und entferne dann diesen Hinweis.
99. ↑  https://news.naver.com/main/read.nhn?mode=LSD&mid=sec&sid1=106&oid=001&aid=0005440567
100. ↑  Archivierte Kopie (Memento vom 9. November 2013 im Internet Archive)
101. ↑  marvelousjh: 121119 대중문화예술상 shinee 문화체육관광부장관 표창상 수상 auf YouTube, 19. November 2012, abgerufen am 25. Februar 2024 (Laufzeit: 1:31 min).
102. ↑  https://www.allkpop.com/article/2012/11/winners-from-the-2012-mnet-asian-music-awards
103. ↑  http://www.mtv.co.kr/shows/2012-sbs-mtv-best-of-the-best
104. ↑  https://www.allkpop.com/article/2012/12/winners-from-the-2012-sbs-mtv-best-of-the-best-awards
105. ↑  http://kpopwave.joins.com/awards/27goldendisk/en/nominate.aspx?ptab_idx=2&pr_idx=1649&#main_menu
106. ↑   (Seite nicht mehr abrufbar, festgestellt im März 2024. Suche in Webarchiven)  Info: Der Link wurde automatisch als defekt markiert. Bitte prüfe den Link gemäß Anleitung und entferne dann diesen Hinweis.
107. ↑  http://www.mtvk.com/blog-posts/2013-melon-music-awards-the-big-winners/
108. ↑  https://www.asiae.co.kr/news/view.htm?idxno=2013071821304352267
109. ↑  https://www.kpopstarz.com/articles/50075/20131122/2013-mama-winners-mnet-asian-music-awards.htm
110. ↑  http://www.mtv.co.kr/shows/2013-sbs-mtv-best-of-the-best
111. ↑  https://www.allkpop.com/article/2013/01/winners-from-the-22nd-seoul-music-awards/20130131_seoulmusicawards_winners
112. ↑  https://www.allkpop.com/article/2014/01/shinee-sistar-win-ceci-asia-icon-award-at-28th-golden-disk-awards
113. ↑  Archivierte Kopie (Memento des Originals vom 4. Mai 2016 im Internet Archive)  Info: Der Archivlink wurde automatisch eingesetzt und noch nicht geprüft. Bitte prüfe Original- und Archivlink gemäß Anleitung und entferne dann diesen Hinweis.
114. ↑  https://www.allkpop.com/article/2014/01/exo-win-daesang-winners-from-the-23rd-seoul-music-awards
115. ↑  https://www.allkpop.com/article/2014/08/sm-entertainment-wins-8-awards-at-germanys-2014-red-dot-design-award-with-exo-super-junior-shinee-girls-generation-fx-albums 17. August 2014.